# 유엔 총회 결의 제2758호
유엔 총회 결의 제2758호(United Nations General Assembly Resolution 2758)는 1971년 10월 25일에 채택된 유엔 총회 결의이다. 이 결의는 중화인민공화국이 유엔에서 갖는 합법적 권리의 회복을 골자로 하였으며 찬성 76, 반대 35, 기권 17로 통과되었다. 이 결의로 유엔에서는 1949년에 수립된 중화인민공화국이 중화민국을 승계한 것으로 간주되었다. 실제로 중화인민공화국의 유엔 가입일은 중화민국의 가입일인 1945년 10월 24일로 표기된다. 또한 중화민국은 이 결의에 반발하여 자진 탈퇴하였다.

## 배경과 경과
제2차 세계 대전에서 연합국 진영에 참전했던 중화민국은 1945년에 창설된 유엔의 창립 회원국이자 유엔 안전 보장 이사회의 5개 상임이사국 가운데 하나가 되었다. 하지만 1949년에 국공 내전을 계기로 중국 대륙을 장악한 중국 공산당에 밀려나면서 대만으로 쫓겨나게 된다. 마오쩌둥이 이끌던 중국 공산당은 중화인민공화국의 수립을 선언하면서 중화인민공화국이 중국을 대표하는 합법 정부임을 주장한 반면 장제스가 이끌던 중국 국민당은 중화민국이 중국을 대표하는 합법 정부임을 주장했다.
중화인민공화국과 중화민국은 냉전을 계기로 자신들이 중국을 대표하는 유일한 합법 정부임을 주장했고 상대방을 인정한 국가들과는 외교 관계를 수립하지 않았다. 중화인민공화국과 중화민국 간의 이러한 대립은 유엔을 비롯한 국제 사회에서도 이어지게 된다. 그러나 광대한 영토와 많은 인구를 가진 중화인민공화국이 1950년대 후반부터 중소 분쟁을 계기로 독자적인 외교 노선을 수립하면서 여러 국가들과 외교 관계를 수립했다. 이를 계기로 중화인민공화국에 우호적이었던 사회주의 국가들, 일부 제3세계 국가들은 중화인민공화국이 유엔에서 중국을 대표하는 유일한 합법 정부로 인정받아야 한다는 주장을 제기했고 서방권 국가였던 영국, 스웨덴, 덴마크, 노르웨이, 프랑스, 이탈리아, 캐나다도 이에 동조하게 된다.
1971년 7월 15일에는 알바니아, 알제리를 비롯한 17개 유엔 회원국이 공동으로 중화인민공화국 정부의 유엔 대표권을 회복하고 중화민국 정부를 유엔에서 추방시킨다는 내용이 담긴 결의안을 유엔 사무국에 제출했다. 중화인민공화국 정부는 1971년 9월 25일에 열린 유엔 총회에서 당시 우방이었던 알바니아 정부를 통해 "중화민국 정부를 유엔에서 추방시킨다"는 문구를 "장제스 정권 대표를 유엔에서 추방시킨다"라고 수정하는 한편 중화민국 정부를 유엔에서 추방시키고 중화인민공화국 정부를 유엔에 초청한다는 내용이 담긴 결의안을 제출했다. 한편 미국 정부는 중화민국이 갖고 있던 유엔 안전 보장 이사회 상임이사국 지위를 상실하는 대신에 중화민국의 유엔 회원국 자격을 유지하는 '이중 대표 결의안'을 유엔에 제출했다.
유엔 총회에서는 의제 채택 등을 놓고 일반위원회와 본회의 등에서 중화민국 추방 찬성파와 반대파 사이에 격렬한 토론이 전개되었다. 중화민국 대표는 표결에 앞서 "더 이상 유엔 총회의 심의 과정에 참여하지 않는다"고 선언하면서 회의장에서 퇴장했다. 10월 18일부터는 당시 유엔에 가입하고 있던 73개국 가운데 다수가 일반 토론에 참여하는 본격 심의가 시작되었고 10월 25일에는 알바니아의 주도로 제출된 결의안이 찬성 76표, 반대 35표, 기권 17표, 불참 3표로 통과되었다. 이 결의안이 통과됨에 따라 이중 대표 결의안은 표결에 회부되지 않았고 중화민국은 유엔과 관련 조직에서 탈퇴하게 된다. 1971년 11월 15일에는 중화인민공화국 대표가 처음으로 유엔 총회에 참석했다.

## 결의 내용
2758호(XXVI). 유엔에서 중화인민공화국이 가지는 합법적 권리의 회복

유엔 총회는 유엔 헌장의 여러 원칙을 상기하고 중화인민공화국의 합법적 권리를 회복시키는 것이 유엔 헌장의 보장 및 유엔 헌장의 준수에 필수적이라는 것을 고려하여 중화인민공화국 정부 대표가 유엔에서 중국을 대표하며 유엔 안전 보장 이사회 상임이사국임을 승인함과 함께 중화인민공화국이 가지는 여러 권리를 회복시킨다. 유엔에서 합법적인 중국의 대표는 오직 중화인민공화국 정부 대표임을 인정하며 유엔 및 관련 조직을 불법적으로 차지하고 있는 장제스 정권 대표를 즉시 추방하기로 결정한다.

— 1971년 10월 25일 제1976차 회의

## 논란
결의 내용 중 '추방'의 의미에 대한 논란이 있었다. 회원국의 가입과 탈퇴는 유엔 안전 보장 이사회의 권한인데, 2758호 결의를 뒷받침하는 안보리 결의가 없었기 때문이다. 따라서 '추방'의 의미가 중국 대표로서의 권리만을 경질하는 것인지, 가맹국 자격까지 모두 박탈하는 것인지 명시돼 있지 않아 미국 등 반대국들을 중심으로 논란이 되었으나, 사실상 중화민국이 자진해서 유엔을 탈퇴하면서 이 문제는 일단락되었다.

## 투표 결과

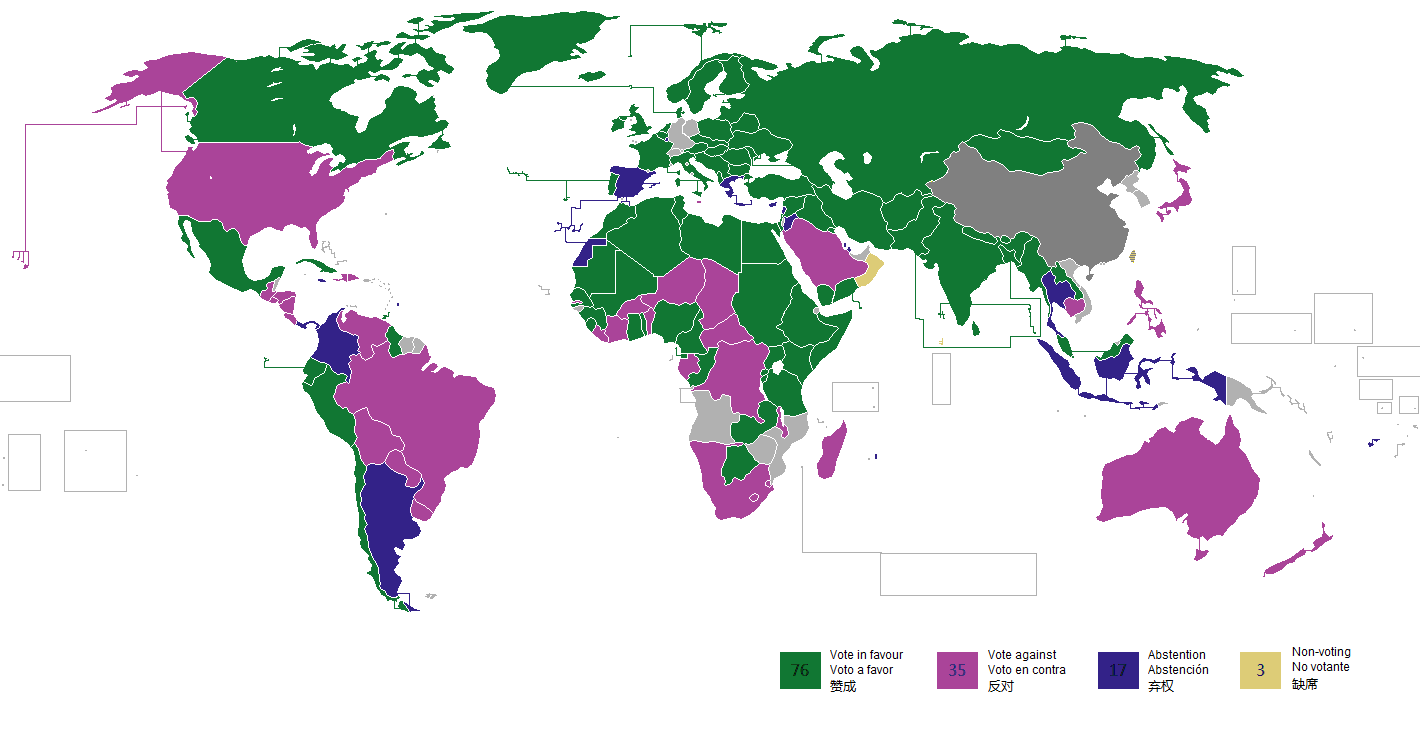
유엔 총회 결의 제2758호 찬반 투표 결과

| - 찬성 (76개국) - 가나 - 가이아나 - 기니 - 나이지리아 - 남예멘 - 네덜란드 - 네팔 - 노르웨이 - 덴마크 - 라오스 왕국 - 루마니아 - 르완다 - 리비아 - 말레이시아 - 말리 - 멕시코 - 모로코 - 모리타니 - 몽골 - 버마 - 벨기에 - 벨로루시 SSR - 보츠와나 - 부룬디 - 부탄 - 북예멘 - 불가리아 - 세네갈 - 소련 - 소말리아 - 수단 - 스웨덴 - 시리아 - 시에라리온 - 실론 - 싱가포르 - 아이슬란드 - 아일랜드 - 아프가니스탄 - 알바니아 - 알제리 - 에콰도르 - 에티오피아 - 영국 - 오스트리아 - 우간다 - 우크라이나 SSR - 유고슬라비아 - 이라크 - 이란 - 이스라엘 - 이집트 - 이탈리아 - 인도 - 잠비아 - 적도 기니 - 체코슬로바키아 사회주의 공화국 - 칠레 - 캐나다 - 카메룬 - 케냐 - 콩고 - 쿠바 - 쿠웨이트 - 탄자니아 - 토고 - 튀니지 - 터키 - 트리니다드 토바고 - 파키스탄 - 페루 - 포르투갈 - 폴란드 인민공화국 - 프랑스 - 핀란드 - 헝가리 인민공화국 | - 반대 (35개국) - 가봉 - 감비아 - 과테말라 - 남아프리카 공화국 - 뉴질랜드 - 니제르 - 니카라과 - 다호메이 - 도미니카 공화국 - 라이베리아 - 레소토 - 마다가스카르 - 말라위 - 몰타 - 미국 - 베네수엘라 - 볼리비아 - 브라질 - 사우디아라비아 - 스와질란드 - 아이티 - 엘살바도르 - 오스트레일리아 - 오트볼타 - 온두라스 - 우루과이 - 일본 - 자이르 - 중앙아프리카 공화국 - 차드 - 코스타리카 - 코트디부아르 - 크메르 공화국 - 파라과이 - 필리핀 | - 기권 (17개국) - 그리스 - 레바논 - 룩셈부르크 - 모리셔스 - 바레인 - 바베이도스 - 스페인 - 아르헨티나 - 요르단 - 인도네시아 - 자메이카 - 카타르 - 콜롬비아 - 키프로스 - 태국 - 파나마 - 피지 - 불참 (3개국) - 몰디브 - 오만 - 중화민국 |

## 같이 보기
- 하나의 중국
- 타이완 문제
- 중화민국의 대외 관계